# Light Me Up
Light Me Up е дебютният студиен албум на американската рок група Прити Реклес. Издаден е на 27 август 2010 г. от Interscope Records. Албумът получава търговски успех със синглите „Make Me Wanna Die“, „Miss Nothing“ и „Just Tonight“.

## Песни
Издание за Европа и Австралия
- 1. My Medicine (3:14)
- 2. Since You're Gone (2:41)
- 3. Make Me Wanna Die (3:54)
- 4. Light Me Up (3:27)
- 5. Just Tonight (2:48)
- 6. Miss Nothing (3:13)
- 7. Goin' Down (3:35)
- 8. Nothing Left to Lose (4:11)
- 9. Factory Girl (3:31)
- 10. You (3:32)

Бонус песни за Великобритания
- 11. Far from Never (демо) (3:36)
- 12. Everybody Wants Something from Me (демо) (3:35)
- 13. Make Me Wanna Die (музикално видео) (3:55)
- 14. Miss Nothing (музикално видео) (3:13)

Бонус песни за Япония
- 11. Zombie (3:08)
- 12. Make Me Wanna Die (акустична версия) (3:33)
- 13. Far from Never (3:36)

Издание за Северна и Южна Америка
- 1.My Medicine	(3:14)
- 2.Since You're Gone	(2:41)
- 3.Make Me Wanna Die	(3:54)
- 4.Light Me Up	(3:27)
- 5.Zombie	(3:08)
- 6.Just Tonight	(2:48)
- 7.Miss Nothing	(3:13)
- 8.Goin' Down	(3:35)
- 9.Nothing Left to Lose	(4:11)
- 10.You	(3:32)
- 11.Factory Girl	(3:31)

## Сингли
Make Me Wanna Die излиза на 14 април 2010 г. като водещ сингъл на албума. На 13 май 2010 г. е пуснато рекламно видео, което включва изпълнения на живо и кадри от групата зад кулисите. Официалният музикален видеоклип е отложен поради правни проблеми, свързани с цензурата, но премиерата му е на 15 септември 2010 г. в iTunes и Vevo.
Miss Nothing излиза на 18 август 2010 г. само във Великобритания и Австралия. Премиерата на музикалния видеоклип към песента е на 20 юли 2010 г.
Just Tonight излиза на 27 декември 2010 г., само във Великобритания, след като е изместен от 9 ноември. Премиерата на музикалното видео към песента е на 2 ноември.